# Thundorf in Unterfranken
Thundorf in Unterfranken, Thundorf i.UFr. – miejscowość i gmina w Niemczech, w kraju związkowym Bawaria, w rejencji Dolna Frankonia, w regionie Main-Rhön, w powiecie Bad Kissingen, wchodzi w skład wspólnoty administracyjnej Maßbach. Leży w Grabfeldzie, około 17 km na wschód od Bad Kissingen.

## Polityka
Wójtem jest A. Bauernschubert. Rada gminy składa się z 12 członków:
|      | CSU/Wolni Obywatele | Wolni Wyborcy Rothhausen | Blok Obywatelski Theinfeld | Razem     |
| 2002 | 6                   | 4                        | 2                          | 12 miejsc |